# 豊平駐屯地
豊平駐屯地（とよひらちゅうとんち、JGSDF Camp Toyohira）は、札幌市豊平区平岸1条12丁目1-32に所在し自衛隊札幌病院等が駐屯していた陸上自衛隊駐屯地。2015年（平成27年）3月26日に廃止された。

## 概要
道内の自衛隊医療を一手に引き受ける施設で近郊の駐屯地から定期的に通院車が走っていた。また病院内に准看護師を養成するための准看護学院も設置されていた。駐屯地司令は、自衛隊札幌病院長（北部方面隊管内で唯一陸将が駐屯地司令を務める）が兼務していた。施設老朽化のため、2014年度末をもって真駒内駐屯地に移転、閉鎖された。
跡地は入札に付され、2020年1月16日に積水化学工業・長谷工不動産が共同で落札。宅地・商業施設・医療施設が複合した「札幌平岸リードタウン（仮称）」として開発すると発表された。商業施設はオリックス不動産が運営する「クロスモール」として開発され、ダイイチ（スーパーマーケット）やケーズデンキ（家電量販店、運営はデンコードー）などが入居した。

## 沿革
- 1955年（昭和30年）
  - 1月25日：豊平駐とん地として新設[4]。
  - 1月31日：陸上自衛隊札幌地区病院が編成完結。
- 1973年（昭和48年）3月27日：警務隊改編、第101地区警務隊（豊平連絡班）。
- 1975年（昭和50年）3月26日：第314基地通信中隊豊平派遣隊改編完結。
- 1988年（昭和63年）4月8日：自衛隊札幌病院に改称[5]。
- 2007年（平成19年）2月：札幌病院が一般外来の受付を開始（保険医療機関化）。
- 2008年（平成20年）3月26日：警務隊改編に伴い、第120地区警務隊へ改称。
- 2015年（平成27年）3月25日：診療業務を真駒内駐屯地に開設された新病院舎に移管。翌26日駐屯地廃止[6]。

## 駐屯していた部隊等
- 自衛隊札幌病院
- 第314基地通信中隊豊平派遣隊
- 第120地区警務隊豊平連絡班

## 最寄の幹線交通
- 高速道路：札樽自動車道 雁来IC
- 一般道：国道5号、国道12号、国道36号、国道230号、国道274号、国道275号、北海道道89号札幌環状線、北海道道453号西野白石線
- 鉄道：札幌市営地下鉄南北線 南平岸駅
- 港湾：小樽港、石狩湾新港（重要港湾）
- 飛行場：札幌飛行場（官民共用）